# Elvir Melunovic
Elvir Melunović (17 luglio 1979) è un ex calciatore svizzero, di ruolo centrocampista.

## Carriera

### Club
Tra il 1996 ed il 1998 segna una rete in 18 presenze nella prima divisione svizzera con l'Aarau, club con cui nel 1997 gioca inoltre anche 3 partite nella Coppa Intertoto UEFA; si trasferisce quindi al Servette, con la cui maglia tra il 1998 ed il 2000 oltre a vincere un campionato svizzero realizza una rete in 31 presenze in questo torneo, a cui aggiunge anche 2 presenze con una rete segnata nella Coppa UEFA 1998-1999 ed una presenza nei turni preliminari della UEFA Champions League 1999-2000. Nella stagione 2000-2001 realizza 2 reti in 20 presenze con il Grasshoppers (con cui vince nuovamente il campionato), per poi trascorrere un biennio in prestito all'Aarau, con cui mette a segno 3 gol in ulteriori 58 presenze nella prima divisione svizzera. Tra il 2003 ed il 2005 va invece a segno per 3 volte in 43 presenze con lo Young Boys, club con cui gioca anche un'ultima partita nelle competizioni UEFA per club (si tratta in particolare di una presenza nei turni preliminari della UEFA Champions League 2004-2005); nella stagione 2005-2006 si trasferisce in Italia alla Sambenedettese, club di Serie C1; la sua permanenza con i marchigiani è però limitata, dal momento che già nell'ottobre del 2005, dopo una sola presenza, è nuovamente in patria, allo Sciaffusa, con cui gioca altre 5 partite (le sue ultime in carriera) nella prima divisione elvetica.
Negli anni seguenti se si escludono 4 presenze nella terza divisione tedesca con il Siegen gioca principalmente tra la seconda e la terza divisione svizzera, ritirandosi definitivamente nel 2011, all'età di 32 anni.

### Nazionale
Tra il 1998 ed il 2002 ha giocato complessivamente 4 partite con la nazionale svizzera Under-21 (3 nelle qualificazioni agli Europei di categoria ed una in una partita amichevole).

## Palmarès

### Club

#### Competizioni nazionali
- Campionato svizzero: 2

Servette: 1998-1999
Grasshoppers: 2000-2001